# Бурібай
Буріба́й (рос. Бурибай, башк. Бүребай) — село (колишнє смт) у складі Хайбуллінського району Башкортостану, Росія. Адміністративний центр та єдиний населений пункт Бурібаївської сільської ради.
Населення — 4553 особи (2010; 4452 в 2002).